# パスカル・プティ
パスカル・プティ（Pascale Petit, 1938年2月27日 - ）はフランス・パリ出身の女優である。本名Anne-Marie Petit。1958年、シュザンヌ・ビアンケッティ賞を受賞。

## 主な出演作品

『危険な曲り角』（1958年）

- サレムの魔女 Les Sorcières de Salem (1957)
- 女の一生 Une vie (1958)
- 危険な曲り角 Les Tricheurs (1958)
- お嬢さん、お手やわらかに! Faibles femmes (1959)
- ひと夏の情事 Une fille pour l'été (1960)
- 妖姫クレオパトラ Una Regina per Cesare (1962)
- ボッカチオ Boccaccio (1972)